# Caroline Powell
Pour les articles homonymes, voir Powell.
Caroline Powell, née le 14 mars 1973 à Lower Hutt en Nouvelle-Zélande, est une cavalière de concours complet néo-zélandaise.
Après une participation aux Jeux olympiques d'été de 2008 à Pékin où elle se classe respectivement 14e et 5e des concours généraux individuel et par équipes, elle remporte aux Jeux olympiques d'été de 2012 la médaille de bronze au classement par équipes. 